# Paullinia pterocarpa
Paullinia pterocarpa là một loài thực vật có hoa trong họ Bồ hòn. Loài này được Triana & Planch. mô tả khoa học đầu tiên năm 1862.